# Outram Island
Outram Island är en ö i Indien.   Den ligger i unionsterritoriet Andamanerna och Nikobarerna, i den sydöstra delen av landet, 2 500 km sydost om huvudstaden New Delhi. Arean är 15,0 kvadratkilometer.
Terrängen på Outram Island är platt. Öns högsta punkt är 74 meter över havet. Den sträcker sig 6,4 kilometer i nord-sydlig riktning, och 4,8 kilometer i öst-västlig riktning.